# 필플라섬

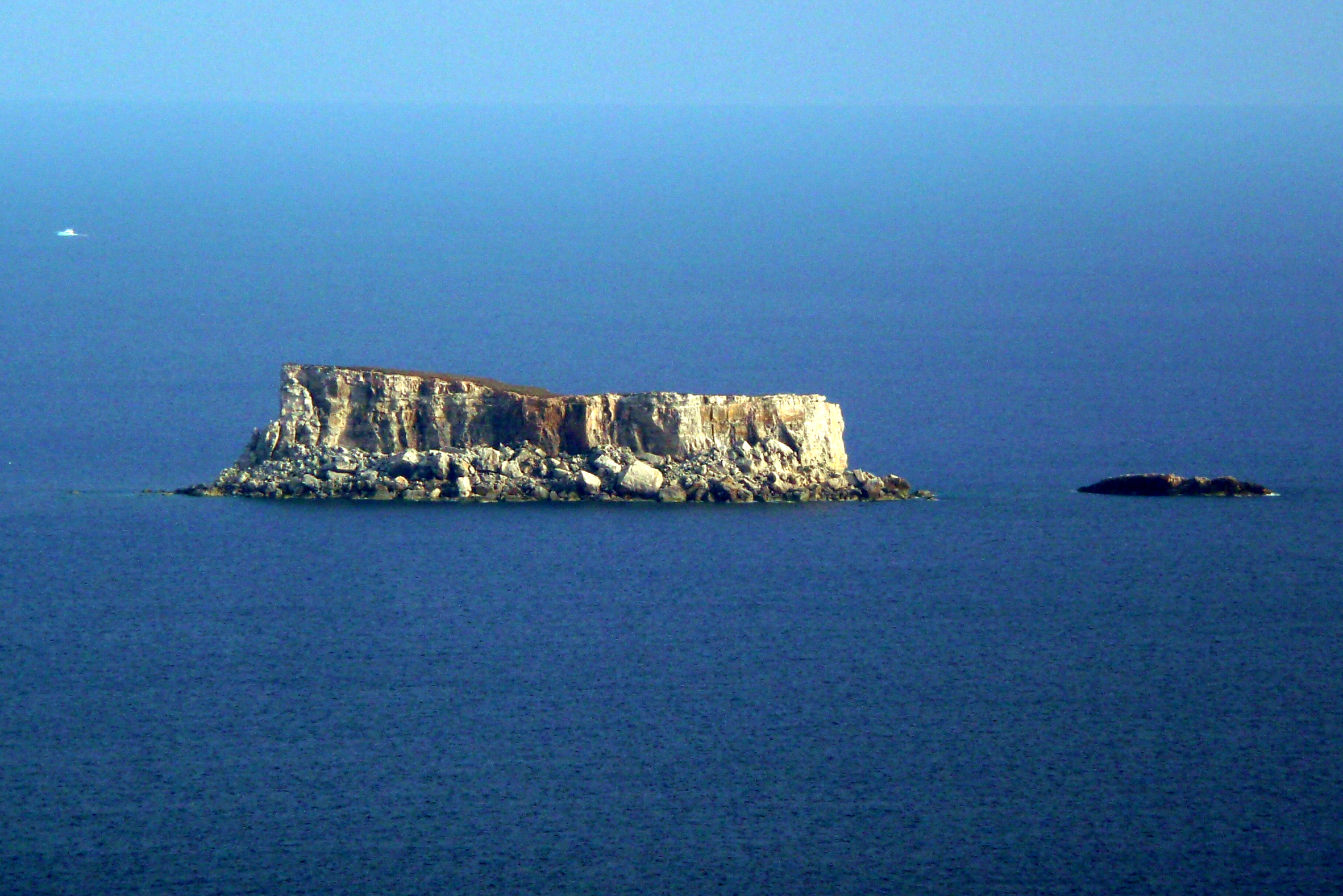
필플라 섬

필플라섬(Filfla)은 몰타 남쪽으로부터 5km 떨어진 무인도이다.
몰타에서 남쪽으로 4.5km(2.8마일) 떨어진 작고 대부분 불모의 무인도이며 몰타 군도의 최남단 지점이다. 필플라섬에서 남서쪽으로 약 101미터(331피트) 떨어진 작은 바위 섬인 필플루섬(Filflu 또는 Filfluu)은 몰타의 최남단 지점에 있다. 이 이름은 후추 열매를 뜻하는 아랍어인 펠펠(felpel)에서 유래한 것으로 여겨진다.